# MARCKSL1
MARCKSL1‏ (MARCKS like 1) هوَ بروتين يُشَفر بواسطة جين MARCKSL1 في الإنسان.